# Alandroal
Alandroal est une municipalité (en portugais : concelho ou município) du Portugal, située dans le district d'Évora et la région de l'Alentejo.

## Géographie
Alandroal est limitrophe :
- au nord, de Vila Viçosa,
- à l'est, de l'Espagne,

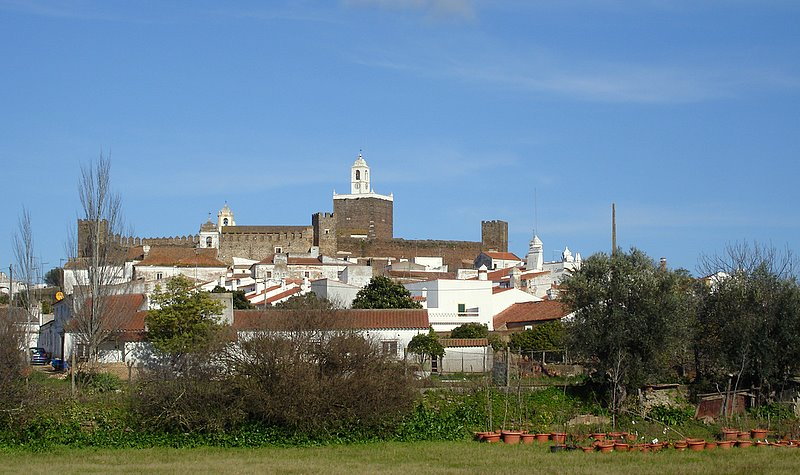
Un profil d'Alandroal montrant l'église paroissiale et les bâtiments bas

- au sud, de Mourão et Reguengos de Monsaraz,
- à l'ouest, de Redondo (Portugal).

## Démographie
| 1801  | 1849  | 1900  | 1930   | 1960   | 1981  | 1991  | 2001  | 2011  |
| ----- | ----- | ----- | ------ | ------ | ----- | ----- | ----- | ----- |
| 1 541 | 4 651 | 7 493 | 10 444 | 12 089 | 8 124 | 7 347 | 6 585 | 5 843 |

| 2021  | - | - | - | - | - | - | - | - |
| ----- | - | - | - | - | - | - | - | - |
| 5 014 | - | - | - | - | - | - | - | - |

## Subdivisions
La municipalité de Alandroal groupe 6 freguesias :
- Capelins - Santo António
- Juromenha (Nossa Senhora do Loreto)
- Nossa Senhora da Conceição
- Santiago Maior
- São Brás dos Matos (Mina do Bugalho)
- Terena - São Pedro

## Patrimoine
- Forteresse de Juromenha
- Château d'Alandroal
- Château de Terena

## Jumelages
- Santa Cruz (Cap-Vert)[1]
- Regla (Cuba)
- Jerumenha (Brésil)
- Curitiba (Brésil)